# Calle Puerta del Mar
Puerta del Mar es una calle situada en el Centro Histórico de la ciudad de Málaga, Andalucía, España.

## Características
Esta calle discurre desde la Alameda Principal en dirección nornoroeste hasta la plaza de Félix Sáenz y tiene una longitud de aproximadamente 120 metros. La circulación de vehículos está permitida desde la Alameda Principal hasta su intersección con la calle de las Atarazanas, a partir de aquí se forma un conjunto peatonal y arbolado con terrazas de las cafeterías y bares hasta la plaza junto al edificio de los Almacenes Félix Sáenz.
Desde la plaza de Félix Sáenz, al norte, parten calle Nueva y calle San Juan. Saliendo en línea recta de Puerta del Mar, hacia el sur y tras cruzar la Alameda Principal, nos internamos en la calle Córdoba del Ensanche Centro en dirección a la avenida de Manuel Agustín Heredia, junto al Puerto de Málaga.

## Historia
Según Bejarano Robles en Las Calles de Málaga, el nombre de esta vía procede de una de las puertas al recinto amurallado desde el Mar de Alborán. Durante el período de dominio musulmán, allí existía una pequeña ensenada y los Reyes Católicos construyeron una manzana de viviendas.
Dicha vía se ampliará con la reforma urbanística que se realizó en tiempos del gobernador Luis de Unzaga y Amézaga, Presidente de la junta de reales obras, Teniente General de las costas del Reino de Granada y cuñado de Bernardo de Gálvez, Unzaga estableció su residencia o palacio en el paseo de la Alameda Principal haciendo esquina con la calle Puerta del Mar, vía que dinamizó aún más su economía gracias a la libertad de comercio marítimo del que el gobernador Luis de Unzaga era pionero en su etapa norteamericana en el río Misisipi.
Entre mediados y fines del siglo XIX se reforma urbanísticamente sus vías adyacentes, calles como Pescadores, Espartería, etc., modifican sus trazados y surgen otras nuevas como Liborio García, Nueva, Pasaje de Larios; en esta última vía se fundaría en 1861 la fontanería de Fernando Ramos Ceretto, industrial nacido en Nerja que junto a su cuñado el gibraltareño Nicolás Rocatagliata Caracciolo trajeron a la burguesía malagueña los nuevos cuartos de baño desde Inglaterra.
Así, la calle Puerta del Mar desde su fundación se convertirá en una vía muy comercial, eje que unía el área portuario con el centro histórico.